# Tors strid med jättarna

Tors strid med jättarna

Tors strid med jättarna är en målning från 1872 av Mårten Eskil Winge. Det är en oljemålning på duk, 484 cm hög och 333 cm bred. Målningen köptes av kung Karl XV som dog det året och testamenterade den till Nationalmuseum. Den kunde därför också visas offentligt på nationalmuseum det året. Målningen fick ett genomgående positivt mottagande och vid visningen var köerna timslånga.

## Motivet
Målningen visar asaguden Tor i en av sina strider med jättarna. Han står i sin vagn, dragen av bockarna Tanngnjost och Tanngrisner, med sitt magiska bälte Megingjord och svingar sin hammare Mjölner. Mårten Eskil Winge tillhörde Sveriges nationalliberala kretsar där historiemåleri och fornnordiska motiv var uppskattade.
August Strindberg recenserade målningen och var positiv i sin kritik. Han beskrev tavlan som en skildring av sanningens strid mot lögnen. Konsthistorikern Bo Grandien menar att de svenska nationalliberalerna drev demokrati- och medborgarrättsfrågor och att tavlan ska ses som striden mellan den "nya upplysta och demokratiska tidens strid mot ofrihet och okunskap".
Nationalistiska och högerextrema kretsar har under 1900-talet anammat målningen som ett uttryck för hur den ljushårige Tor för en kamp för nordiska ideal mot de mörkhåriga jättarna. Bland symbolerna på Megingjord finns en svastika, något som sedermera blev nazisternas symbol, vilket kan ha bidragit till deras intresse.